# Odontomachus spissus
Odontomachus spissus är en myrart som beskrevs av Kempf 1962. Odontomachus spissus ingår i släktet Odontomachus och familjen myror. Inga underarter finns listade i Catalogue of Life.